# Zboiska (powiat Sanocki)
Zboiska is een plaats in het Poolse district Sanocki, woiwodschap Subkarpaten. De plaats maakt deel uit van de gemeente Bukowsko en telt 220 inwoners.